# リーマ・ジュファリ
リーマ・ジュファリ（Reema Juffali、1992年1月18日 - ）はサウジアラビアの女性レーシングドライバー。

## 人物
- ジッダ出身[1]。10代の頃は車のスピードに惹かれられ、そしてF1に憧れた[1]。同国の女性の自動車運転が解禁されたのは2018年6月[2]で、その前に学業のためにアメリカ合衆国で運転免許試験に合格、プロになるためにサウジアラビアのレースライセンスを獲得[1]。
- 2018年10月にアブダビのヤス・マリーナ・サーキットで開催された「ARD 86カップ」に参戦、レースデビュー。結果はシルバーカテゴリーで2位、全体で4位の成績を残した[3]。
- 2019年4月にイギリスのブランズ・ハッチで開催されたイギリスF4選手権（英語版）に出場したが、レース経験は浅かった[1]。同年11月22日の電気自動車による「ジャガーIベースeトロフィー」の開幕戦に出場、結果は10台中最下位だった[4]。